# Stefan Dessin
Stefan Dessin (* 3. September 1976 in Herford) ist ein ehemaliger deutscher Handballspieler und heutiger -trainer.

## Karriere
Der Jugend-Nationalspieler Dessin wechselte im Dezember 1992 aus der B-Jugend des TV Concordia Enger zum TSV GWD Minden, mit dessen A-Jugend er 1995 Deutscher Meister wurde. Danach erhielt er einen Zweijahresvertrag für die Bundesliga-Mannschaft. In dieser Zeit hatte er auf seiner Position im rechten Rückraum mit Bodo Leckelt, Hendrik Ochel und später auch Stéphane Stoecklin so starke Konkurrenz, dass er lediglich in einem Bundesligaspiel zum Einsatz kam. Am 14. April 1996 erzielte er ein Tor beim 28:24-Heimsieg gegen den VfL Bad Schwartau. Ansonsten spielte er für die Reserve-Mannschaft und stieg mit dem Team 1996 in die Verbandsliga und 1997 in die Oberliga auf. Nach einer Saison bei Zweitligist TSG Bielefeld, schloss er sich 1998 der HSG Spenge/Lenzinghausen aus der Regionalliga an. 2001 stieg er mit dem Verein in die 2. Bundesliga auf. Nach zwei jeweils einjährigen Engagements bei den Zweitligisten Eintracht Hildesheim und der HSG Augustdorf/Hövelhof, kehrte er 2005 zum TuS Spenge zurück und spielte noch acht Jahre für die erste Mannschaft. In dieser Zeit mussten zwei Abstiege (2008 in die Regionalliga und 2011 in die Oberliga) hingenommen werden. 2013 wurde Dessin Spielertrainer der zweiten Mannschaft in der Landesliga. 2015 beendete er seine aktive Karriere und ist seitdem ausschließlich Trainer des Teams.

## Erfolge
- Deutscher A-Jugend-Meister (1): 1995
- Aufstieg in die 2. Bundesliga (1): 2001
- Aufstieg in die Oberliga (1): 1997
- Aufstieg in die Verbandsliga (1): 1996